# Societatea Internațională de Criminologie
Societatea Internațională de Criminologie (în engleză International Society of Criminology) este o societate științifică dedicată dezvoltării studiului criminologiei. Este, alături de Asociația Internațională de Drept Penal, una dintre cele mai importante organizații internaționale penalistice.